# TF1
«ТФ1» («TF1») — французский телеканал и анонимное общество, вещающее с 6 января 1975 года.

## Телепередачи
- информационные программы «Журналь де 13 ор» («Journal de 13 heures») и «Журналь де 20 ор» («Journal de 20 heures») (до 1981 года - «ТФ1 Актуалите» («TF1 Actualités»));
- публицистические, художественно-публицистические передачи;
- премьеры и повторы телефильмов и телесериалов, как снятых по заказу компании так и иностранных;
- телевизионные премьеры и повторы как французских так и иностранных кинофильмов.
- реклама, до 1986 года - в частично ограниченном количестве (доходы от рекламы не могли превышать 25% всего финансирования учреждения).

Средняя доля рынка канала — 24 %, что делает его наиболее популярным домашним телеканалом. Канал является крупнейшим европейским телеканалом по размеру аудитории.

## Правопредшественники
Телекомпания была основана в 1975 году на в результате реорганизация общественного учреждения, имевшего промышленный и коммерческий характер «Управление французского радиовещания и телевидения». 

## Владельцы
Владельцами телекомпании являются:
- в 1975-1986 гг. Министерство национальной экономики Франции;
- с 1986 года медиа-холдинг «Груп ТФ1».

## Руководство
Руководство компанией осуществляет:
- административный совет с 1987 года формируемый административным советом холдинга «Груп ТФ1», в 1975-1987 года часть членов которого назначалась Президентом Республики по предложению Правительства, часть - Высшим советом аудиовизуала, часть - трудовым коллективом телекомпании, часть - Сенатом и Национальным собранием;
- президент с полномочиями генерального директора, которым с 1987 года является президент «Груп ТФ1», в 1982-1986 гг. он назначался Главным управлением аудивизуальных коммуникаций, а в 1975-1982 гг. он назначался Президентом Республики по предложению Правительства, а с 1987 года также и вице-президент с полномочиями генерального директора, президенту и вице-президенту компании подчинён директор антенны.

## Подразделения
- Единица программ;
- Единица информации;
- Единица тележурналов и документалистики
- Единица спорта;
- Единица потока;
- Единица фикшена;
- Молодёжная единица;
- Единица кино;
- Единица специальных операций.

## Активы
Компании принадлежат:
- Телецентр в Париже.
- в 1984-1997 гг. доля телекомпании «ТВ5 Монд»
- в 2006-2008 гг. на 50% телекомпания «Франс 24».

## Финансирование
До 1986 года телекомпания финансировалась Министерством экономики и финансов Франции преимущественно от средств от сбора абонемента (Redevance audiovisuelle) со всех владельцев радиоприёмников и телевизоров, в меньшей степени - за счёт продажи рекламного времени, продажи прав на разовый показ фильмов, телефильмов и телесериалов телекомпании другим телеорганизациям, продажи прав на создание по их мотивам других художественных произведений (новеллизаций, приквелов, сиквелов, римейков, видеоигр, комиксных адаптаций) и сопутствующей продукции (игрушек, одежды с изображением персонажей и т. д.), и их продажи населению на видеоносителях для индивидуального просмотра.

## Членство
Компания была:
- в 1975—2010 гг. — членом Европейского радиовещательного союза, в 1978 году транслировало песенный конкурс «Евровидение»;
- в 1975—1997 гг. — членом ассоциации «Сообщество франкоязычного телевидения» (Communauté des télévisions francophones).

## Рейтинг
| 1976   | 1977   | 1978   | 1979   | 1980   | 1981   | 1982   | 1983  | 1984   | 1985   | 1986   | 1987   | 1988   | 1989   | 1990   | 1991   | 1992   | 1993   | 1994   | 1995   |
| ------ | ------ | ------ | ------ | ------ | ------ | ------ | ----- | ------ | ------ | ------ | ------ | ------ | ------ | ------ | ------ | ------ | ------ | ------ | ------ |
| 45,4 % | 50,4 % | 50,4 % | 46,8 % | 47,3 % | 46,3 % | 42,3 % | 37,9% | 39,1 % | 38,6 % | 38,2 % | 42,1 % | 44,8 % | 41,0 % | 41,9 % | 42,1 % | 41,0 % | 41,0 % | 39,5 % | 37,3 % |

|      | Январь | Февраль | Март   | Апрель | Май    | Июнь   | Июль   | Август | Сентябрь | Октябрь | Ноябрь | Декабрь | Год    |
| ---- | ------ | ------- | ------ | ------ | ------ | ------ | ------ | ------ | -------- | ------- | ------ | ------- | ------ |
| 1996 |        |         |        |        |        | 35.6%  | 33,1 % | 35,6 % | 35,0 %   | 35,1 %  | 33,7 % | 34,0 %  | 35,4 % |
| 1997 | 34,6 % | 35,6 %  | 34,5 % | 34,9 % | 35,3 % | 35,7 % | 32,8 % | 35,8 % | 34,8 %   | 34,9 %  | 34,2 % | 37,0 %  | 35,0 % |
| 1998 | 34,1 % | 34,0 %  | 35,2 % | 35,6 % | 35,2 % | 34,8 % | 34,7 % | 36,4 % | 37,2 %   | 36,1 %  | 35,2 % | 35,3 %  | 35,3 % |
| 1999 | 34,9 % | 36,5 %  | 35,6 % | 35,9 % | 34,2 % | 35,1 % | 33,0 % | 34,7 % | 34,7 %   | 36,1 %  | 35,2 % | 35,2 %  | 35,1 % |
| 2000 | 33,9 % | 33,9 %  | 32,6 % | 33,4 % | 34,4 % | 34,1 % | 33,2 % | 33,5 % | 31,8 %   | 33,8 %  | 33,2 % | 33,0 %  | 33,4 % |
| 2001 | 33,8 % | 33,3 %  | 33,6 % | 32,5 % | 31,8 % | 31,8 % | 31,3 % | 33,7 % | 33,6 %   | 32,0 %  | 32,0 % | 32,8 %  | 32,7 % |
| 2002 | 33,5 % | 31,9 %  | 31,9 % | 31,1 % | 31,9 % | 34,5 % | 31,2 % | 34,2 % | 32,4 %   | 33,2 %  | 33,2 % | 32,9 %  | 32,7 % |
| 2003 | 31,9 % | 31,3 %  | 31,8 % | 30,5 % | 31,1 % | 31,6 % | 31,1 % | 31,3 % | 31,4 %   | 32,4 %  | 30,8 % | 32,2 %  | 31,5 % |
| 2004 | 32,7 % | 31,8 %  | 31,8 % | 32,5 % | 33,0 % | 32,2 % | 31,1 % | 30,1 % | 32,0 %   | 32,0 %  | 31,1 % | 31,4 %  | 31,8 % |
| 2005 | 32,2 % | 32,1 %  | 32,7 % | 31,4 % | 31,7 % | 31,2 % | 32,6 % | 34,5 % | 33,4 %   | 33,4 %  | 31,5 % | 31,9 %  | 32,3 % |
| 2006 | 32,0 % | 30,2 %  | 31,5 % | 31,9 % | 31,2 % | 32,8 % | 33,8 % | 32,8 % | 31,3 %   | 31,7 %  | 30,2 % | 30,7 %  | 31,6 % |
| 2007 | 30,7 % | 31,0 %  | 31,0 % | 30,3 % | 31,4 % | 30,5 % | 30,2 % | 31,6 % | 31,8 %   | 31,8 %  | 29,3 % | 28,9 %  | 30,7 % |
| 2008 | 28,0 % | 27,5 %  | 28,0 % | 27,2 % | 27,2 % | 27,5 % | 27,1 % | 27,7 % | 28,0 %   | 26,2 %  | 26,1 % | 26,2 %  | 27,2 % |
| 2009 | 26,7 % | 26,2 %  | 26,7 % | 26,3 % | 25,5 % | 25,9 % | 25,7 % | 26,7 % | 26,6 %   | 26,2 %  | 25,8 % | 24,8 %  | 26,1 % |
| 2010 | 25,1 % | 25,1 %  | 25,1 % | 24,3 % | 24,0 % | 25,1 % | 23,9 % | 24,0 % | 24,1 %   | 24,7 %  | 24,3 % | 24,6 %  | 24,5 % |
| 2011 | 24,0 % | 23,9 %  | 24,5 % | 23,2 % | 23,6 % | 23,3 % | 22,8 % | 23,4 % | 24,1 %   | 24,5 %  | 23,0 % | 23,3 %  | 23,7 % |
| 2012 | 22,3 % | 22,6 %  | 23,6 % | 22,6 % | 22,9 % | 22,2 % | 21,8 % | 21,3 % | 23 %     | 23,4 %  | 23,3 % | 23,1 %  | 22,7 % |
| 2013 | 23,3 % | 23,2 %  | 23,9 % | 22,6 % | 22,2 % | 21,9 % | 21,4 % | 22,2 % | 23,4 %   |         |        |         |        |